# 西塔尔甘杰
西塔尔甘杰（Sitarganj），是印度北阿坎德邦Udham Singh Nagar县的一个城镇。总人口21943（2001年）。

## 人口
该地2001年总人口21943人，其中男性11547人，女性10396人；0—6岁人口3874人，其中男2072人，女1802人；识字率54.13%，其中男性为61.00%，女性为46.49%。